# Podhum (Livno)
Pour les articles homonymes, voir Podhum.
Podhum (en cyrillique : Подхум) est un village de Bosnie-Herzégovine. Il est situé dans la municipalité de Livno, dans le canton 10 et dans la fédération de Bosnie-et-Herzégovine. Selon les premiers résultats du recensement bosnien de 2013, il compte 777 habitants.

## Démographie

### Évolution historique de la population
| 1948 | 1953 | 1961  | 1971  | 1981  | 1991 | 2013 |
| ---- | ---- | ----- | ----- | ----- | ---- | ---- |
| -    | -    | 1 280 | 1 517 | 1 114 | 990  | 777  |

|  |

### Communauté locale
En 1991, la communauté locale de Podhum comptait 4 545 habitants, répartis de la manière suivante :